# Gourville
Gourville is een plaats en voormalige gemeente in het Franse departement Charente in de regio Nouvelle-Aquitaine en telt 589 inwoners (1999). De plaats maakt deel uit van de gemeente Rouillac in het arrondissement Cognac.

## Geschiedenis
Gourville ontstond aan de voet van een kasteel op een heuvel. De plaats groeide langs de weg tussen Aigre en Rouillac. In Gourville bevonden zich een viertal watermolens. De wijnbouw was belangrijk in Gourville tot de druifluis aan het einde van de 19e eeuw de wijngaarden aantastte. De landbouw schakelde over op de vee- en de graanteelt. Later werden er wel opnieuw wijngaarden aangeplant.
Gourville maakte deel uit van het kanton Rouillac totdat dit op 22 maart 2015 werd opgeheven en de gemeenten werden opgenomen in het op die dag gevormde kanton Val de Nouère. Op 1 januari 2019 werd de gemeente opgeheven en opgenomen in Rouillac.

## Geografie
De oppervlakte van Gourville bedraagt 12,9 km², de bevolkingsdichtheid is 45,7 inwoners per km².
De onderstaande kaart toont de ligging van Gourville met de belangrijkste infrastructuur en aangrenzende gemeenten.

## Demografie
Onderstaande figuur toont het verloop van het inwonertal.